# 塔斯納峰
46°51′32.7″N 10°15′8.1″E / 46.859083°N 10.252250°E

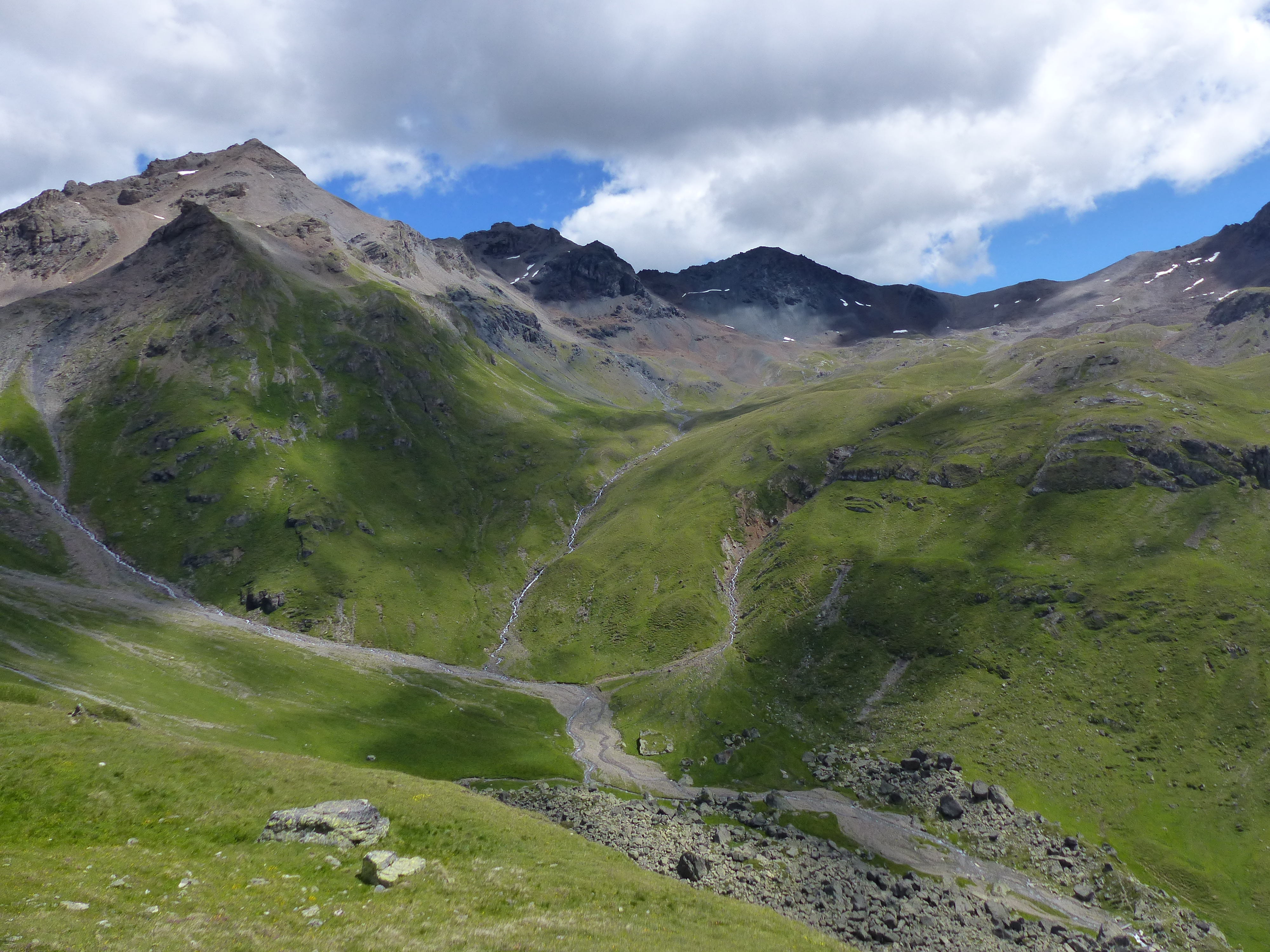

塔斯納峰（Piz Tasna），是瑞士的山峰，位於該國東南部，由格勞賓登州負責管轄，屬於薩姆瑙恩阿爾卑斯山脈的一部分，海拔高度3,179米，每年平均降雨量1,367毫米。